# Морской алтикус
Скальный прыгун, или Морской алтикус (лат. Alticus saliens) — вид морских лучеперых рыб из семейства собачковых отряда собачкообразных.

## Описание
Общая длина тела не более 10 см. В спинном плавнике 14 колючих и 21—23 мягких лучей, в анальном — 2 колючих и 25—27 мягких, в грудных плавниках по 15 мягких лучей.

## Ареал и места обитания
Тропическая демерсальная (донная) рыба. Распространена в Индо-Тихоокеанской области от Красного моря до Островов Общества, на север до архипелага Рюкю и Бонинских островов, на юг до Квинсленда (Австралия) и Марианских островов в Микронезии. Обитает на прибрежных мелководьях литорали и в зоне заплесков (супралиторали) среди скал и камней вблизи коралловых рифов на глубине не более 2 м. Во время отливов остается вне воды, с необыкновенным проворством бегая и прыгая по осушаемым камням и скалам. Находясь вне воды способна дышать атмосферным воздухом.

## Питание
Питается прибрежными водорослями и детритом.

## Размножение
На время нереста образуют пары. Клейкую икру самки откладывают в гнёзда, расположенные среди прибрежных камней.